# Viktor Shmalko
Viktor Shmalko (en russe : Виктор Юрьевич Шмалько), né le 9 juillet 1990 à Samara, est un coureur cycliste russe, spécialiste de la piste.

## Biographie
En 2008, Viktor Shmalko termine vice-champion du monde poursuite par équipes juniors avec l'équipe russe composée de Konstantin Kuperasov, Artur Ershov et Matvey Zubov. Ils sont battus en finale par l'équipe australienne emmenée par Rohan Dennis et Luke Durbridge.
En 2009, il rejoint l'équipe continentale russe Katyusha Continental. Lors de la Coupe du monde sur piste 2009-2010 il termine troisième de la course scratch à Melbourne. En mars 2010, il est sélectionné pour participer aux mondiaux sur piste à Ballerup. Il se classe 14e du scratch. En 2011 et 2013, il est membre de l'équipe Itera-Katusha.
En juillet 2011, lors des championnats d'Europe espoirs, il décroche la médaille de bronze du scratch derrière Davide Cimolai et Luke Rowe.
En 2012, il termine deuxième du classement général du Baltic Chain Tour. Il arrête sa carrière à l'issue de la saison 2013.
En 2014, il devient entraîneur cycliste. 

## Palmarès sur piste

### Championnats du monde
- Ballerup 2010
  - 14e du scratch

### Coupe du monde
- 2009-2010
  - 3e du scratch à Melbourne

### Championnats du monde juniors
- Le Cap 2008
  -  Médaillé d'argent de la poursuite par équipes juniors

### Championnats d'Europe
- Anadia 2011 (espoirs)
  -  Médaillé de bronze du scratch espoirs

### Championnats de Russie
- 2010
  -  Champion de Russie de poursuite par équipes
  -  Champion de Russie du scratch
- 2011
  - 3e de l'américaine
- 2012
  - 2e de la course aux points

## Palmarès sur route
- 2012
  - 2e du Baltic Chain Tour